# البدع (الخرج)
البدع، قرية من قرى محافظة الدوادمي ، والتابعة لمنطقة الرياض في السعودية. وتبعد البدع عن مدينة الدوادمي بمسافة تقارب 80 كم.